# Jason Kemp
Jason Kemp (...) è un attore e produttore cinematografico britannico famoso per aver recitato in diverse serie tv e miniserie inglesi.

## Filmografia

### Attore

#### Cinema
- The Swordsman, regia di Lindsay Shonteff (1974)
- Captain Stirrick, regia di Colin Finbow (1982)

#### Televisione
- Paul Temple – serie TV, episodio 2x10 (1970)

- Bachelor Father – serie TV, episodio 1x12 (1970)
- Play for Today – serie TV, episodio 1x11 (1971)
- Long Voyage Out of War – serie TV, episodio 1x03 (1971)
- Elisabetta Regina (Elizabeth R) – serie TV, episodio 1x01 (1971)
- Jackanory – serie TV, 4 episodi (1971)
- The Shadow of the Tower – miniserie TV, episodi 1x12-1x13 (1972)
- The Frighteners – serie TV, episodio 1x09 (1972)
- ITV Saturday Night Theatre – serie TV, episodio 5x22 (1973)
- The Tomorrow People – serie TV, 5 episodi (1974)
- 2nd House – serie TV, episodio 2x03 (1974)
- Z Cars – serie TV, episodio 10x26 (1975)
- Kim & Co. – serie TV, episodio 2x12 (1977)
- Target – serie TV, episodio 2x03 (1978)
- Secret Army – serie TV, episodi 2x01-2x09 (1978)
- Anne Hughes' Diary, regia di Michael Croucher – film TV (1978)
- Kids – serie TV, episodio 1x05 (1979)
- BBC2 Playhouse – serie TV, episodio 6x11 (1980)
- Amleto (Hamlet, Prince of Denmark), regia di Rodney Bennett – film TV (1980)
- Angels – serie TV, episodio 7x03 (1981)
- The Box of Delights – serie TV, episodi 1x05-1x06 (1984)

### Produttore
- Catalina View, regia di Paul Gay - cortometraggio (2004)
- Look at Me I'm Beautiful, regia di Paul Gay - cortometraggio (2005)
- The Foundling, regia di Barney Cokeliss - cortometraggio (2010)
- Exit Log, regia di Gary Freedman - cortometraggio (2014)
- Bai Bai Barnet, regia di Jason Kemp (2019)